# 安養正官庄赤紅火箭
安養正官庄赤紅火箭（韓語：안양 정관장 레드부스터스）為一支韓國籃球聯賽球队，位于韓國京畿道安养市。是韓國籃球聯賽的传统强队之一。
球隊成立於1992年，於2011年7月更名為安養KGC人蔘公社，2023年8月更名為安養正官庄赤紅火箭。

## 榮譽
- 韓國籃球聯賽冠軍 :  2011–12, 2016–17, 2020–21, 2022–23

## 外部連結
- Official website Archive.today的存檔，存档日期2013-02-16